# Fútbol femenino

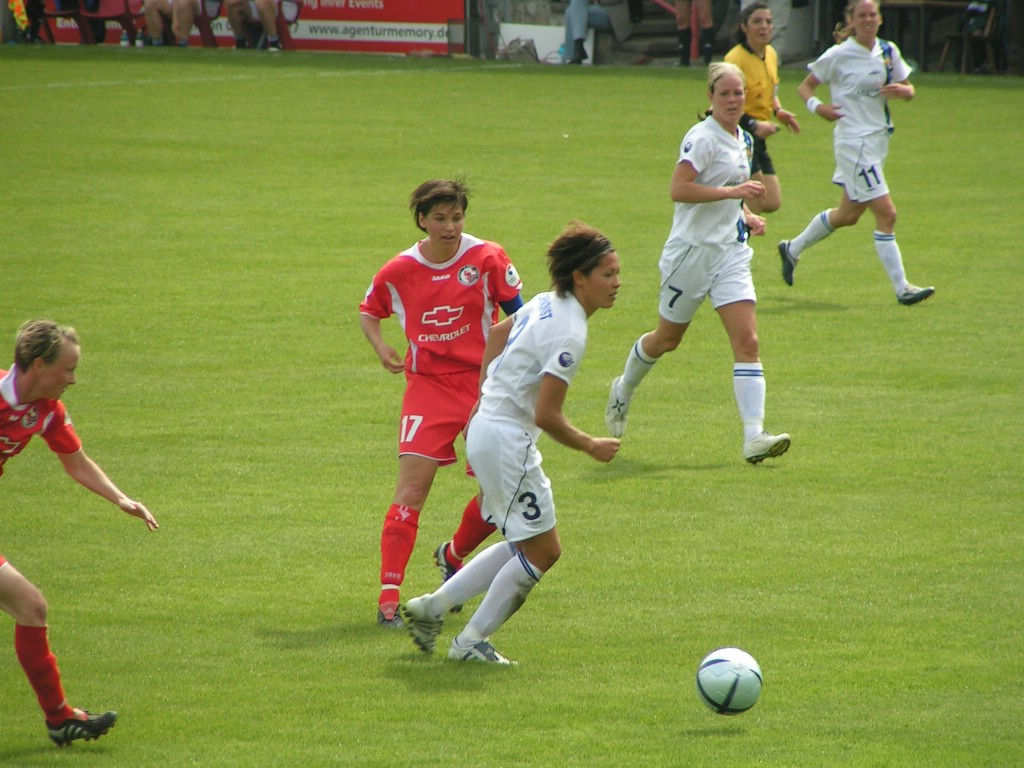
Final de la Copa UEFA Femenina 2005, en Potsdam (Alemania).

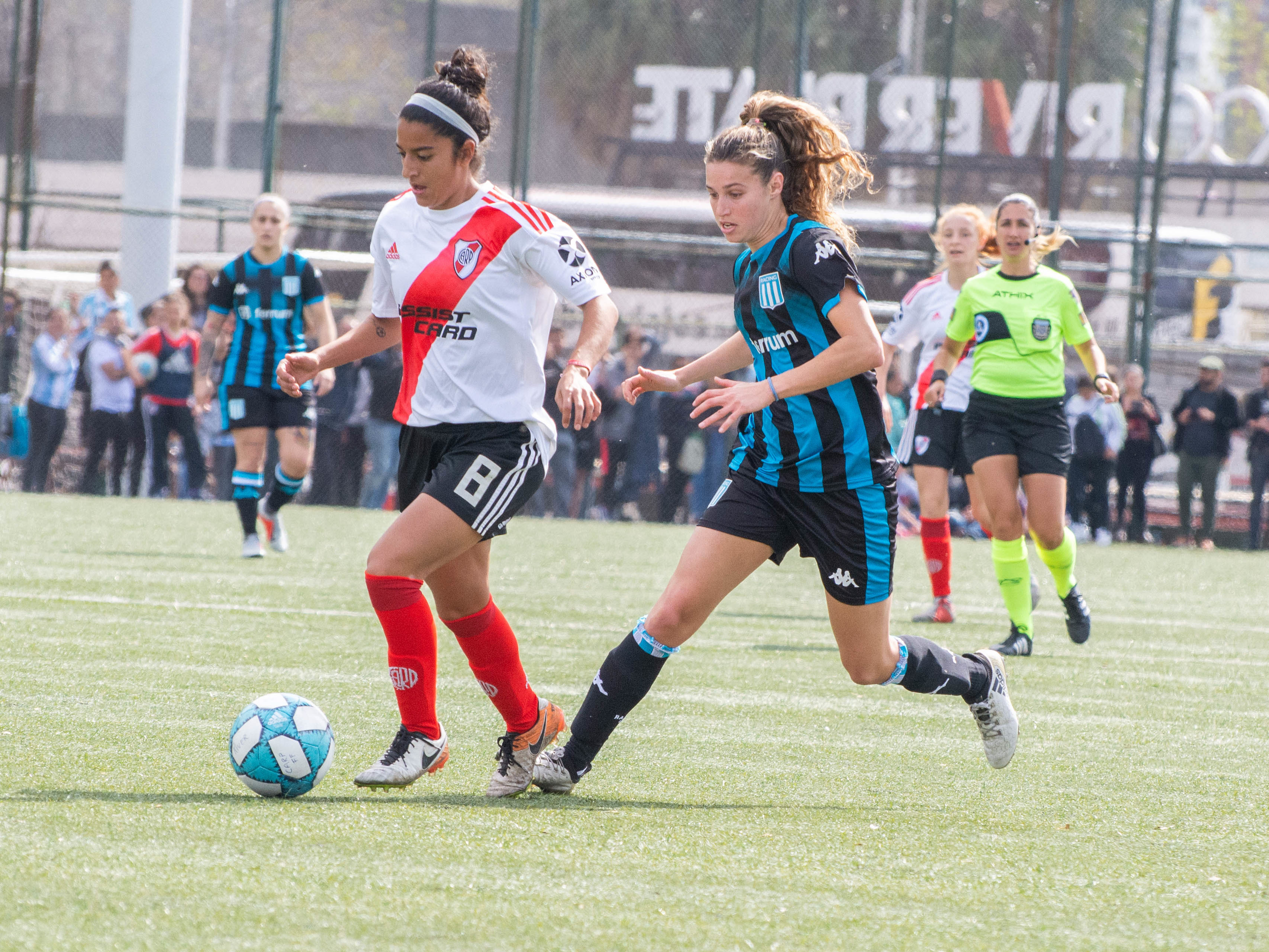
Partido entre el River Plate y Racing Club en Argentina durante 2019

El fútbol es el deporte de equipo más practicado por mujeres en todo el mundo. En los últimos años ha ganado mayor popularidad en muchos países, siendo una de las pocas disciplinas deportivas con ligas profesionales femeninas.

## Historia

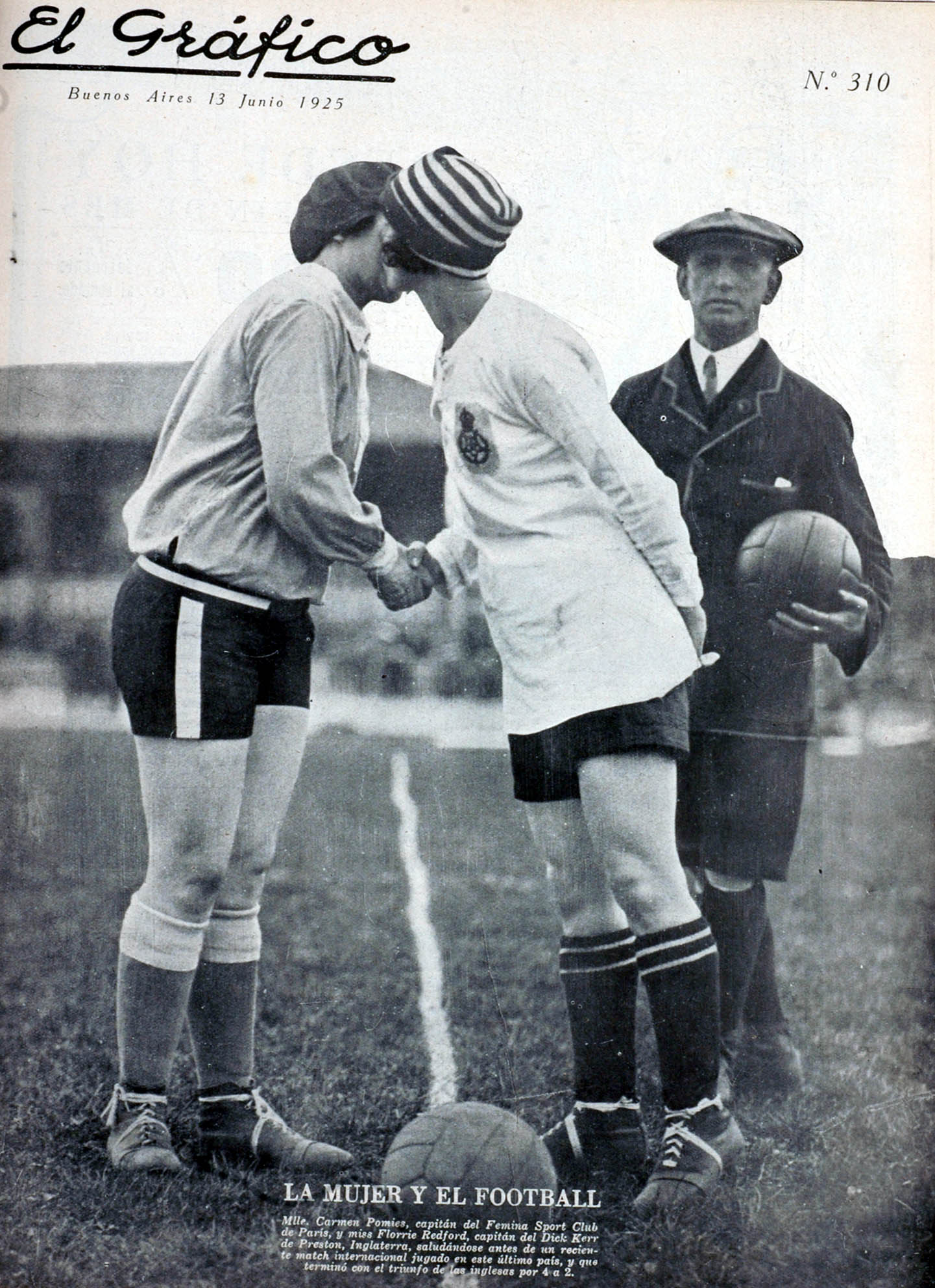
Carmen Pomiès y Florrie Redford, en la portada de la revista argentina El Gráfico del 13 de junio de 1925.

La mujer ha tenido participación en el desarrollo y evolución del fútbol hasta la actualidad. 
Las primeras evidencias parecen venir de la China de la dinastía Han donde se practicaba una variante antigua en la cual podían participar mujeres, llamada Tsu Chu, que se documenta a partir del 2500 a. C. La meta del Tsu Chu era patear el balón a través de una pequeña red abierta y se podía anotar con cualquier parte del cuerpo, excepto las manos. Existen otros deportes que indican que en la Europa del siglo XII era usual que las mujeres jugaran a juegos de pelota, especialmente en Francia y Escocia. 
Durante la Edad Media, en Gran Bretaña, estuvo prohibido.
Tras siglos de persecución y prohibiciones contra el fútbol por su «naturaleza violenta», en 1863 en Gran Bretaña, se definieron normas para evitar la violencia en el juego con tal de que fuera socialmente aceptable para las mujeres.
Mientras que algunos sostienen que el primer partido oficial de balompié femenino tuvo lugar en 1892 en la ciudad escocesa de Glasgow, no hay evidencia clara que lo confirme. Varios encuentros habían tenido lugar durante la década de 1880, pero ninguno que pueda calificarse como oficialmente organizado.
En 1894, Netty Honeyball, una activista de los derechos de la mujer, fundó el primer club femenino, denominado British Ladies Football Club. Honeyball, declaró que con esto quería demostrar que la mujer podía emanciparse y tener un lugar importante en la sociedad además de representación en el Parlamento.
El primer partido considerado oficial por la mayoría de las fuentes, se realizó en Londres, el 23 de marzo de 1895, organizado por el British Ladies Football Club. Fue un encuentro entre los equipos North y South en el campo del Crouch End Athletic, ante unas 10 000 personas, que finalizó con la victoria 7 a 1 del North, capiteanado por Nettie Honeyball.
En 1902, la Federación Inglesa de Fútbol prohibió el fútbol de mujeres y jugar contra equipos femeninos.
En 1921, le negó a los clubes prestar sus estadios para disputar encuentros públicos para futbolistas femeninas.
La Primera Guerra Mundial fue clave en la masificación del balompié femenino en el Reino Unido. Debido a que muchos hombres fueron reclutados por las fuerzas armadas británicas y partieron al campo de batalla, la mujer se introdujo masivamente en la fuerza laboral y por ende en los torneos de fútbol que eran populares entre los obreros varones de la época. Muchas fábricas tenían sus propios equipos de fútbol que hasta ese entonces eran privilegio de los varones. El más exitoso de estos equipos fue el Dick, Kerr's Ladies de Preston (Inglaterra). Dicho equipo fue exitoso, alcanzando resultados como el de un partido contra un equipo escocés en el que ganaron por 22-0.
Sin embargo, al fin de la guerra, la FA no reconoció al fútbol femenino a pesar del éxito de popularidad que alcanzó. Esto llevó a la formación de la English Ladies Football Association, cuyos inicios fueron difíciles debido al boicot de la FA, que las llevó incluso a jugar en canchas de rugby y en otras instalaciones no afiliadas a la FA. Igualmente, la FIFA prohibió el fútbol femenino en sus campos oficiales. Esta prohibición duró hasta 1971.
Tras la Copa Mundial de Fútbol de 1966 y la progresiva masificación del fútbol, el interés de las aficionadas creció a tal punto que la FA decidió reincorporarlas en 1969 tras la creación de la rama femenina de la FA. En 1971, la UEFA encargó a sus respectivos asociados la gestión y fomento del balompié femenino hecho que se consolidó en los siguientes años. Así, países como Italia, Estados Unidos o Japón llegaron a constituir ligas profesionales competitivas de fútbol femenino, cuya popularidad no envidia a la alcanzada por sus símiles masculinos.
En agosto de 2020, la Federación Neerlandesa de Fútbol KNVB autorizó por primera vez en la historia a una mujer a competir en un equipo masculino de fútbol. Se trata de Ellen Fokkema que a los 19 años será la primera jugadora en una liga masculina. La neerlandesa competirá en la cuarta división de Holanda. Ha jugado toda su carrera en el Foarút porque en Holanda está permitida la mezcla de chicos y chicas hasta los 18 años.

## Competiciones

### Campeonato de Europa Femenino de la UEFA
En 1937, el equipo Dick, Kerr's Ladies jugó con las Edimburgh Ladies en el "Campeonato de Gran Bretaña y el Mundo", siendo el primer partido internacional de fútbol femenino. Sin embargo, no existió una competición internacional de balompié femenino hasta 1982 en el que el primer "Campeonato Europeo para Equipos Representativos de Mujeres" de la UEFA fue lanzado, siendo que la primera final de 1984 fue ganada por el equipo de Suecia. A esta competición le siguió el Campeonato Femenino de la UEFA, conocido también como Euro Femenino. En 1987, Noruega ganó dicho campeonato y en las siguientes ediciones hubo un absoluto dominio de Alemania en siete de las ocho posteriores ediciones, siendo su último título el obtenido en la Eurocopa de 2013. La actual campeona de Europa es la selección de Inglaterra, que venció en la edición de 2022.

### Primeros mundiales femeninos
En 1970, se organizó el primer partido internacional de fútbol femenino en Italia, a donde acudieron selecciones representantes de varios países por invitación.[cita requerida] Las primeras competiciones internacional no contaban con el reconocimiento de la FIFA, de modo que se celebraron extraoficialmente. El primer mundial femenino de 1970 fue ganado por Dinamarca, que se impuso por 2-0 al seleccionado de Italia. En el segundo mundial, celebrado en México en 1971, el equipo mexicano se impuso a las selecciones de Argentina, Inglaterra e Italia y se enfrentó en la final a Dinamarca. El encuentro se llevó a cabo en Ciudad de México ante un récord de asistencia para un encuentro de fútbol femenino, que hasta la fecha no se ha superado en ese país. El resultado final fue de 3-0 a favor de Dinamarca. Desde ese campeonato se festeja en Argentina el Día de las Futbolistas cada 21 de agosto, en recuerdo de la victoria de su selección frente a Inglaterra por 4 a 1. Los 4 goles fueron convertidos por Elba Selva.
A pesar del éxito y la gran expectación creada por estos primeros mundiales femeninos, la desorganización de las federaciones locales hizo que se perdiera la continuidad en los torneos y no fue hasta dos décadas después, ya con el abierto respaldo de la FIFA (que reconoció oficialmente el fútbol femenino en 1980), cuando se organizó la primera Copa Mundial Femenina de Fútbol con reconocimiento oficial.

### Copa Mundial Femenina de Fútbol
Tras algunos campeonatos internacionales previos, como el Torneo Invitacional Femenino de la FIFA de 1988, en 1991 se disputó en China, la primera edición de la Copa Mundial Femenina de Fútbol, con triunfo de los Estados Unidos. A partir de 1999, esta competición logra tener un interés internacional, consolidándose en las siguientes ediciones, celebradas cada cuatro años. En la actualidad, las selecciones de balompié femenino más potentes del mundo son las de España, Estados Unidos, Alemania, Francia, Japón e Inglaterra.
Otras selecciones con buenos resultados en los mundiales son Suecia, Brasil, Noruega, Canadá y China. Las últimas ediciones de Canadá 2015 y Francia 2019 han terminado con victoria de Estados Unidos.
La máxima goleadora en la historia de la competición es la brasileña Marta Vieira da Silva, con 17 tantos. El apoyo de, entre otros, Juan Antonio Samaranch, expresidente del Comité Olímpico Español y en la década de 1970 delegado Nacional de Educación Física y Deportes, hizo que la Selección femenina de fútbol de España se acabara reconociendo. Jugó su primer partido oficial en 1983.

## Controversias con el atuendo
En el 2004, el presidente de la FIFA Joseph Blatter sugirió que las mujeres balompedistas debieran "usar pantalones cortos más ceñidos y camisas sin mangas... para crear una estética más femenina" y con este uniforme "atraer a más hombres como espectadores". Esta crítica fue ampliamente comentada por futbolistas y algunos periódicos, pero fue pronto tachada de sexista y machista por la prensa de "privilegiar el físico de las deportistas antes que su juego".
En septiembre de 2008 el equipo neerlandés FC De Rakt entró en los titulares internacionales mediante el canje de su equipo viejo por uno nuevo con faldas y camisetas ajustadas. Esta innovación, que había sido solicitado por las futbolistas, fue vetada inicialmente por la Real Federación de Fútbol de los Países Bajos pues de acuerdo a las reglas del juego los pantalones cortos deben ser usados por todos los jugadores, tanto hombres como mujeres; esta decisión fue revertida cuando se reveló que las jugadoras del FC De Rakt llevaban pantalones cortos debajo de sus faldas, y por lo tanto técnicamente están cumpliendo con las reglas. Algunos aficionados neerlandeses especularon que el cambio de vestimenta no era más que un truco publicitario.
El presidente del club, Jan van den Elzen, dijo a Reuters:

Las chicas nos preguntaron si podían hacer una vestimenta nueva y pidieron específicamente algo parecido a las faldas. Nos dijeron el tema podía discutirse, pero no esperábamos que nos reclamen un permiso para ello. Hemos visto las reacciones de Bélgica y Alemania, allí ya están diciendo que esto podría ser algo útil para sus jugadoras. A muchas chicas les gusta jugar en faldas, pero no creía que fuera posible.

La capitana del equipo Rinske Temming, de 21 años, dijo:

Creemos que las faldas pequeñas son mucho más elegantes que los pantalones tradicionales y, además, se sienten más cómodos, porque los largos se hacen para los hombres. Se trata más de ser elegante, no de ser sexi. El fútbol femenino no es popular en este momento. En los Países Bajos hay una imagen de que el fútbol "es más para los hombres", pero esperamos que pueda cambiar.

En junio de 2011, Irán había perdido un partido de clasificación olímpica en Jordania, después de tratar de llevar al campo jugadoras usando el hiyab islámico junto con trajes de cuerpo completo. La FIFA otorgó una victoria por 3-0 a Jordania, y explicó que los uniformes de Irán eran una infracción de las reglas de juego, por razones de seguridad. La decisión provocó fuertes críticas del presidente iraní Mahmud Ahmadineyad, mientras las autoridades iraníes alegaban que las acciones de los delegados del partido de Baréin había sido por motivos políticos.
También en junio de 2011, el equipo ruso de la UEFA Feminine League, el WFC Rossiyanka, anunció un plan para que sus balompedistas jugaran en biquini, en un intento por impulsar esta tendencia hacia "un uniforme más femenino" y atraer espectadores masculinos.

## Consideraciones sobre el léxico
A partir del Copa Mundial Femenina de Fútbol, se han hecho algunas consideraciones acerca del género de la terminología balompédica: en cuáles casos es necesario y útil usar el género femenino y en cuáles, no. Así, por ejemplo, el diario El País publicó una serie de directrices a seguir en sus artículos.